# برنس أوف بيرجيا: ووريور ويذن
برنس أوف بيرشيا: واريور ويذن (بالإنجليزية: Prince of Persia: Warrior Within)‏ (أمير بلاد فارس: المحارب بالداخل) هي لعبة أكشن-مغامرات وإحدى أجزء سلسلة أمير بلاد فارس، وهي تكملة للعبة برنس أوف بيرشيا: ذا ساندز أوف تايم. تم تطويرها ونشرها بواسطة يوبي سوفت. صدرت في 2 ديسمبر 2004 لـ إكس بوكس، بلاي ستيشن 2، نينتندو جيم كيوب ومايكروسوفت ويندوز.

## القصة
بعد سبع سنوات من أحداث برنس أوف بيرشيا: ذا ساندز أوف تايم يجد «الأمير» نفسه مطاردا باستمرار من قبل وحش رهيب معروف باسم «داهاكا». الأمير يسعى للحصول على المشورة من رجل حكيم طاعن في السن والذي يوضح له أن كل من يطلق رمال الزمن يجب أن يموت. ولأن الأمير هرب من مصيره «الموت»، فإن مهمة داهاكا - كونه الوصي على الخط الزمني - هي الحرص على أن يموت الأمير. يخبر الرجل العجوز أيضا عن «جزيرة الزمن»، المكان الذي قامت فيه «امبراطورة الوقت» بصنع الرمال. الأمير يبحر للجزيرة في محاولة لمنع صنع الرمال من الأساس.

## أسلوب اللعب
مثل سابقتها فإن هذه اللعبة هي لعبة منصات ثلاثية الأبعاد تركز على الاستكشاف والقتال بالأسلحة. وأيضا تصميم المستويات يدور حول التنقل خلال بيئات اللعبة بواسطة حركات الباركور. لكن عالم اللعبة كان غير خطي على عكس سابقتاه.

## الاستقبال
تراوحت التقييمات للعبة من إيجابية إلى متفاوتة. غيم رانكينغز وميتاكريتيك أعطياها 91.75% لنسخة المحمول. و 85.57% لنسخة بلايستيشن 2.